# Ґоґмачаурі
Ґоґмачаурі (груз. გოგმაჩაური) — село в Грузії.
За даними перепису населення 2014 року в селі проживає 53 особи.